# Jonsbergs kyrka

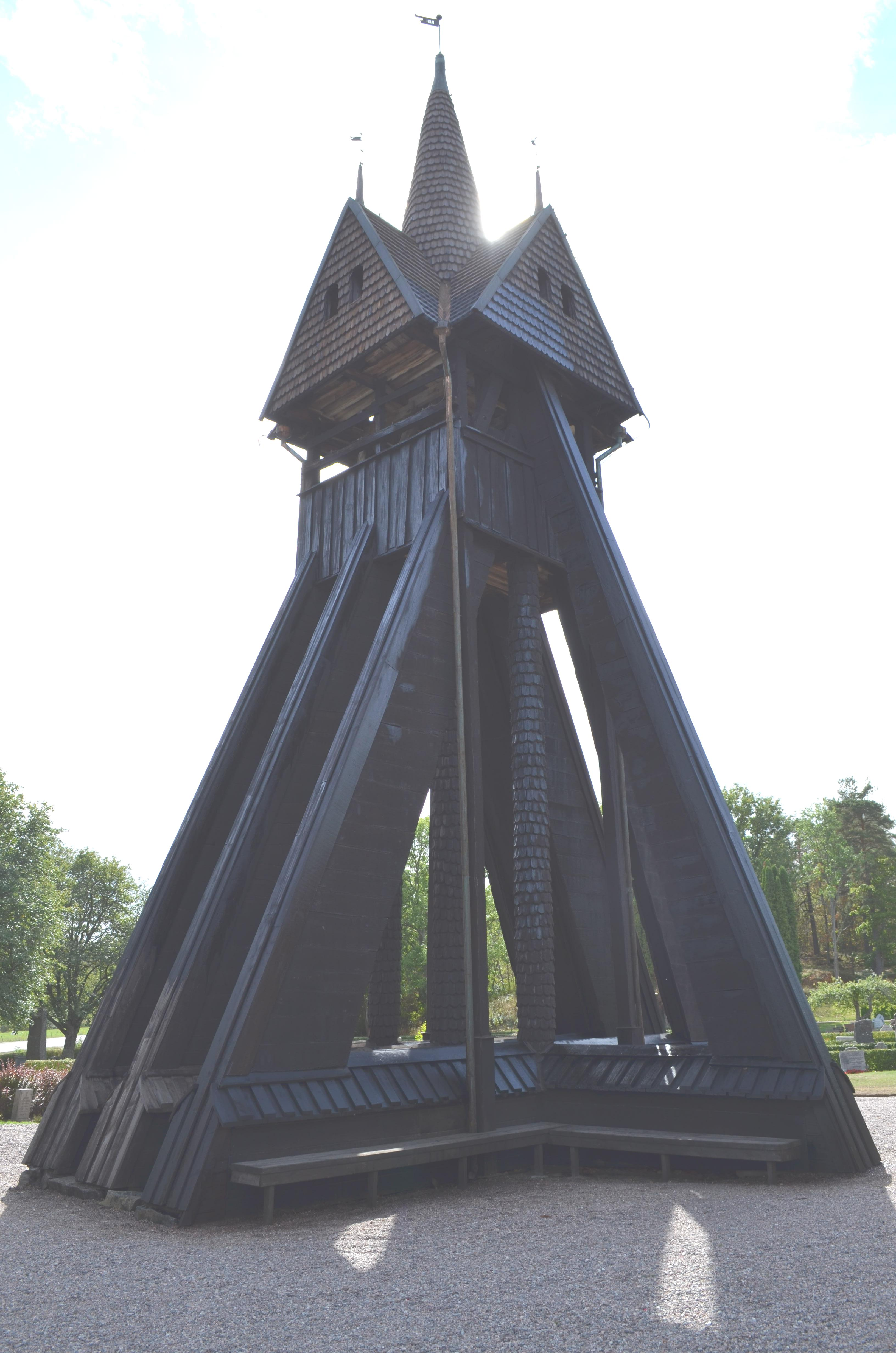
Jonsbergs kyrkas klockstapel

Jonsbergs kyrka är en kyrkobyggnad i Jonsbergs församling i Linköpings stift och Norrköpings kommun.

## Kyrkobyggnaden
Nuvarande träkyrka uppfördes såsom korskyrka 1726. En tidigare kyrka har funnits på platsen eftersom klockstapeln är från 1692. År 1904 restaurerades kyrkan av arkitekten Carl Bergsten. Efter en brand 1959 restaurerades kyrkan till tidigare skick av arkitekten Kurt von Schmalensee och återinvigdes 1961. Byggnaden har en stomme av liggtimmer. Ytterväggarna är klädda med rödfärgad panel och det valmade yttertaket är täckt med kopparplåt.

## Inventarier
- Altaruppsatsen i gotländsk kalksten är från 1647.
- Predikstolen är utförd 1756 av bildhuggaren Niclas Österbom i Norrköping.
- Nuvarande dopfunt av kolmårdsmarmor tillkom år 1900.

### Orgel
- Orgelverk skänkt av Hans Eriksson Ulfsparre.
- 1701 lagades orgelverk av Sven i Häggebo.[1]
- 1738 byggde Gustaf Lagergren (organist), Östra Husby, en orgel med 6 stämmor. Den såldes för 330 daler år 1756 till Östra Husby kyrka.[2]
- 1756 bygger Jonas Wistenius, Linköping, en orgel med 9 stämmor. Den kostade 2400 daler. Den reparerades av Salling.[3]
- Den nuvarande orgeln byggdes 1960 av Jehmlich Orgelbau Dresden.

| Huvudverk I   | Öververk II   | Pedal        | Koppel |
| Gedackt 8’    | Rörflöjt 8’   | Subbas 16’   | I/P    |
| Principal 4’  | Spetsflöjt 4’ | Oktava 8’    | II/P   |
| Blockflöjt 4’ | Principal 2’  | Nachthorn 2' | II/I   |
| Oktava 2’     | Quint 1 1⁄3’  | Skalmeja 4'  |        |
| Mixtur 3 ch   | Zimbel 2 ch   |              |        |
|               | Regal 8'      |              |        |
|               | Tremulant     |              |        |